# Saprosites nepalensis
Saprosites nepalensis är en skalbaggsart som beskrevs av Riccardo Pittino 2008. Saprosites nepalensis ingår i släktet Saprosites och familjen Aphodiidae. Inga underarter finns listade i Catalogue of Life.